# Walther Wenck
Walther Wenck (Wittenberg, 1900. szeptember 18. – Bad Rothenfelde, 1982. május 1.) porosz tiszt. A második világháború legfiatalabb német tábornoka volt  páncélos tábornoki rendfokozatban. Megkapta a Vaskereszt Lovagkeresztjét.

## Fiatalkora
Az első világháborúban két testvérét is elvesztette: 1915-ben Oroszországban a tizenkilenc éves Helmuthot, 1918-ban pedig Franciaországban a szintén tizenkilenc éves Hans Ulrichot. 
Mielőtt 1920-ban belépett volna a Weimari köztársaság hadseregébe, a Freikorps tagja volt.

## Beosztásai
Wenck tábornok a második világháborúban az alábbi beosztásokat töltötte be: 1939 és 1942 között az 1. páncélos hadosztály hadműveleti főnöke volt, 1942-ben oktató volt a War Academy-n , ezt követően az LVII hadtest, majd a 3. román hadsereg vezérkari főnöke volt a keleti fronton. 
1943-ban a 6. hadsereg, 1944-ben pedig az 1. páncélos hadsereg, később a Dél Hadseregcsoport vezérkari főnöki beosztást töltötte be.
1945 áprilisában a Harmadik Birodalom és Berlin sorsa Felix Steiner SS-Obergruppenführer (a 11. hadsereg parancsnoka (rövidítve pk-a), Theodore Busse gyalogsági tábornok (a 9. hadsereg pk-a) és Walther Wenck páncélos tábornok (a 12. hadsereg pk-a) tudásától függött.

## Hadifogsága
Wenck tábornok tisztában volt vele, hogy hadseregének maradékával semmit sem tehet, ezért a katonáival együtt - Helmuth Weidling tábornok javaslatára, amivel Hans Krebs tábornok is egyetértett, de Hitler ezt megtiltotta - nyugati irányba tört át, hogy inkább amerikai, mint szovjet hadifogságba kerüljön. 1947-ben szabadon bocsátották. 1950-től egy német cégnél dolgozott, mint ügyvezető igazgató.

## Halála
Autóbalesetben hunyt el Bad Rothenfeldében, az ottani temetőben a felesége, Irmgard (szül. Wehnelt) Wenck mellett nyugszik.

## Fordítás
- Ez a szócikk részben vagy egészben  a   Walther Wenck című angol Wikipédia-szócikk fordításán alapul.  Az eredeti cikk szerkesztőit annak laptörténete sorolja fel. Ez a jelzés csupán a megfogalmazás eredetét és a szerzői jogokat jelzi, nem szolgál a cikkben szereplő információk forrásmegjelöléseként.